# Vuktil
Vuktil (oroszul: Вуктыл) város Oroszországban, Komiföldön, az azonos nevű önkormányzati járás székhelye.
Lakossága: 12 356 fő (a 2010. évi népszámláláskor).

## Fekvése, éghajlata
Az Urál előhegyeiben, Sziktivkartól 575 km-re északkeletre, a Pecsora jobb partján fekszik, a Vuktil folyó torkolata közelében.
Az 1979–2004 között mért adatok szerint a levegő évi középhőmérséklete: -1,3 °C. A januári középhőmérséklet -17,9 °C, a júliusi 16,2 °C. Az 1979 és 2006 közötti időszakban mért legalacsonyabb hőmérséklet –50,1 °C (1986. december), a legmagasabb 34,2 °C (1990. július).

## Története, gazdasága
Az azonos nevű földgázlelőhely központja, a földgáz kitermelésére alapozva jött létre. A területen 1962-ben kezdték mélyíteni az első fúrást, és 1964 őszén tört fel először földgáz.
A várost hivatalosan 1966 decemberében jegyezték be, még településként, és a közeli Vuktil folyóról nevezték. A folyónév egy ősi finnugor охт, ухт (kb. jelentése 'folyó, mellékág') alakból keletkezett. Vuktil 1975-ben járási székhely lett, 1984 óta város.
A kitermelt földgázzal onnan indul ki délnyugat felé a Szijanyije szevera ('északi fény') elnevezésű, Vuktil–Uhta–Torzsok távolsági földgázvezeték. Építését 1967-ben kezdték meg Uhta felé és nagyrészt néptelen, nyaranta kiterjedt mocsarakkal borított területen végezték.
A két várost közút köti össze (nem aszfaltozott), de a Pecsorán át nincs híd (2014-ben), csak komp átkelőhely. Távolsága Uhtától közúton (Nyizsnyij Ogyeszen át) 210 km, légvonalban 181 km.

## Népesség
- 1959-ben 100 lakosa volt.
- 1979-ben 16 767 lakosa volt.
- 1989-ben 19 330 lakosa volt.
- 2002-ben 14 472 lakosa volt.
- 2010-ben 12 356 lakosa volt, melynek 76,2%-a orosz, 8,8%-a ukrán, 6%-a komi, 1,9%-a tatár, 1,4%-a csuvas és 1,4%-a fehérorosz.